# Хормудж
Хорму́дж (перс. خورموج‎) — город на юге Ирана, в провинции Бушир. Административный центр шахрестана Дешти. Четвёртый по численности населения город провинции.

## География
Город находится в центральной части Бушира, на равнине Гермсир, между побережьем Персидского залива и хребтами юго-западного Загроса, на высоте 72 метров над уровнем моря.
Хормудж расположен на расстоянии приблизительно 60 километров к юго-востоку от Бушира, административного центра провинции и на расстоянии 770 километров к югу от Тегерана, столицы страны.

## Население
На 2006 год население составляло 31 667 человек; в национальном составе преобладают персы, в конфессиональном — мусульмане-шииты.
| 1986   | 1991   | 1996   | 2006   | 2011   |
| ------ | ------ | ------ | ------ | ------ |
| 18 746 | 22 589 | 25 203 | 31 667 | 34 943 |